# Prosthechea vitellina
Prosthechea vitellina là một loài thực vật có hoa trong họ Lan. Loài này được (Lindl.) W.E.Higgins miêu tả khoa học đầu tiên năm 1997.

## Hình ảnh

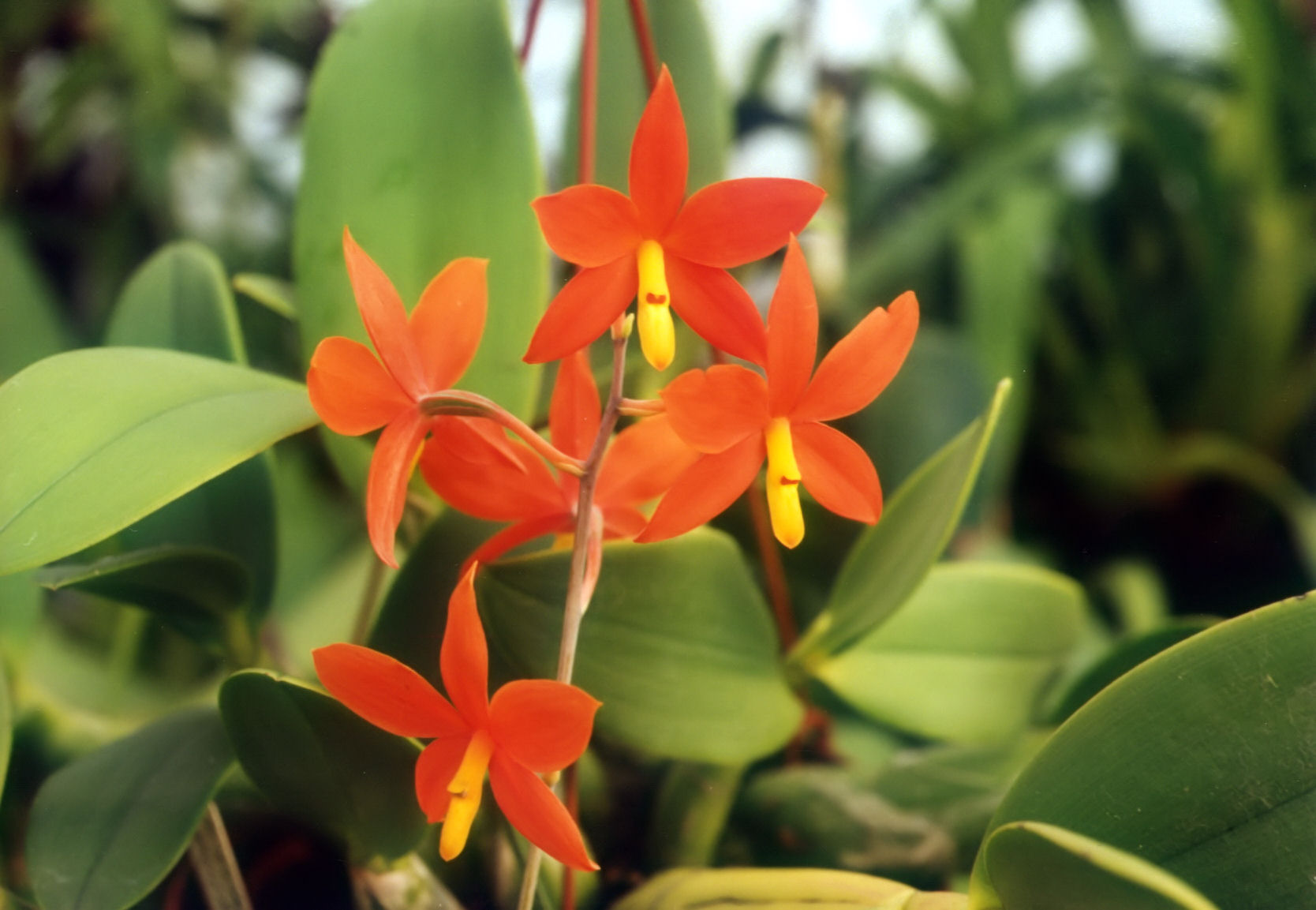
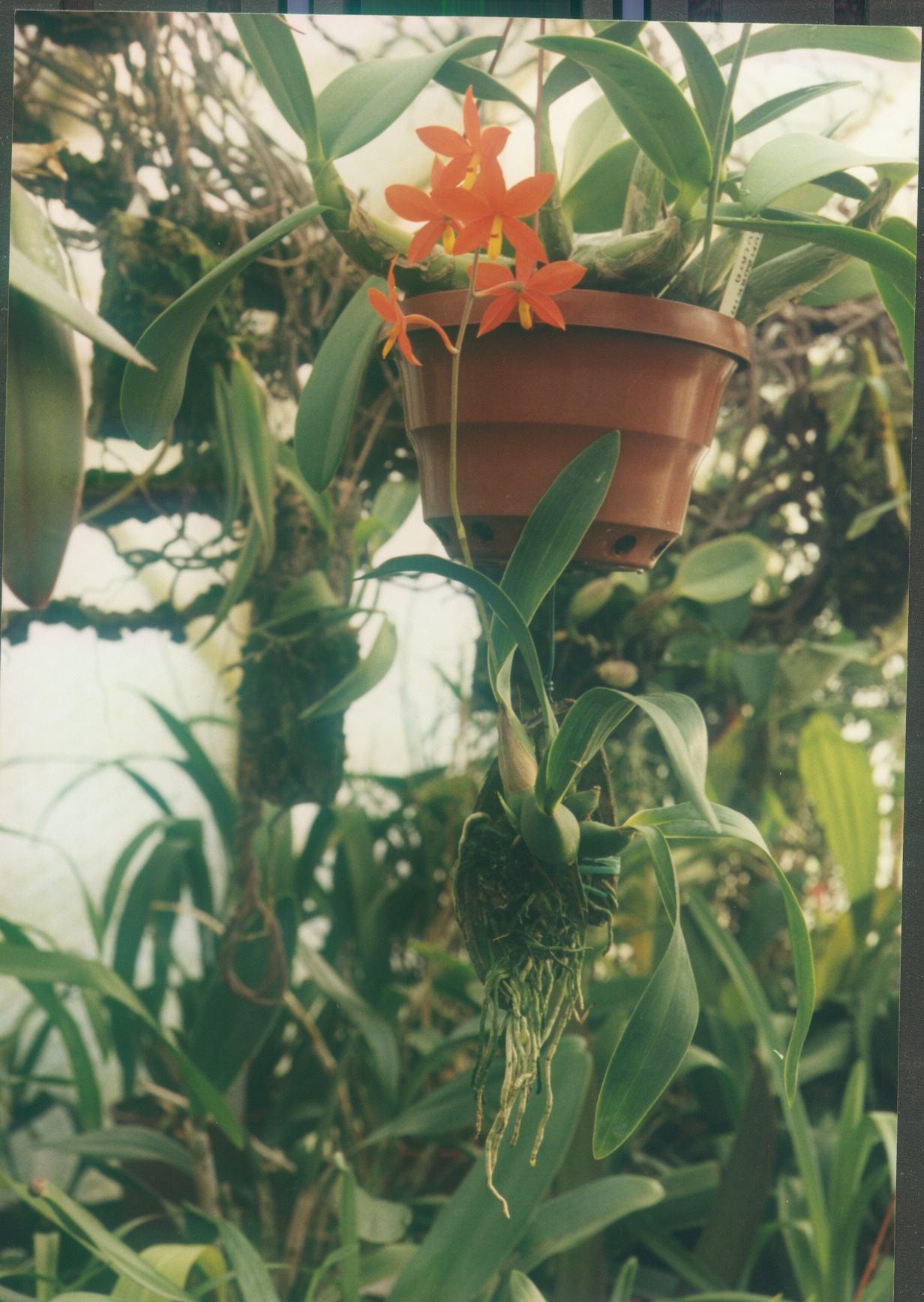
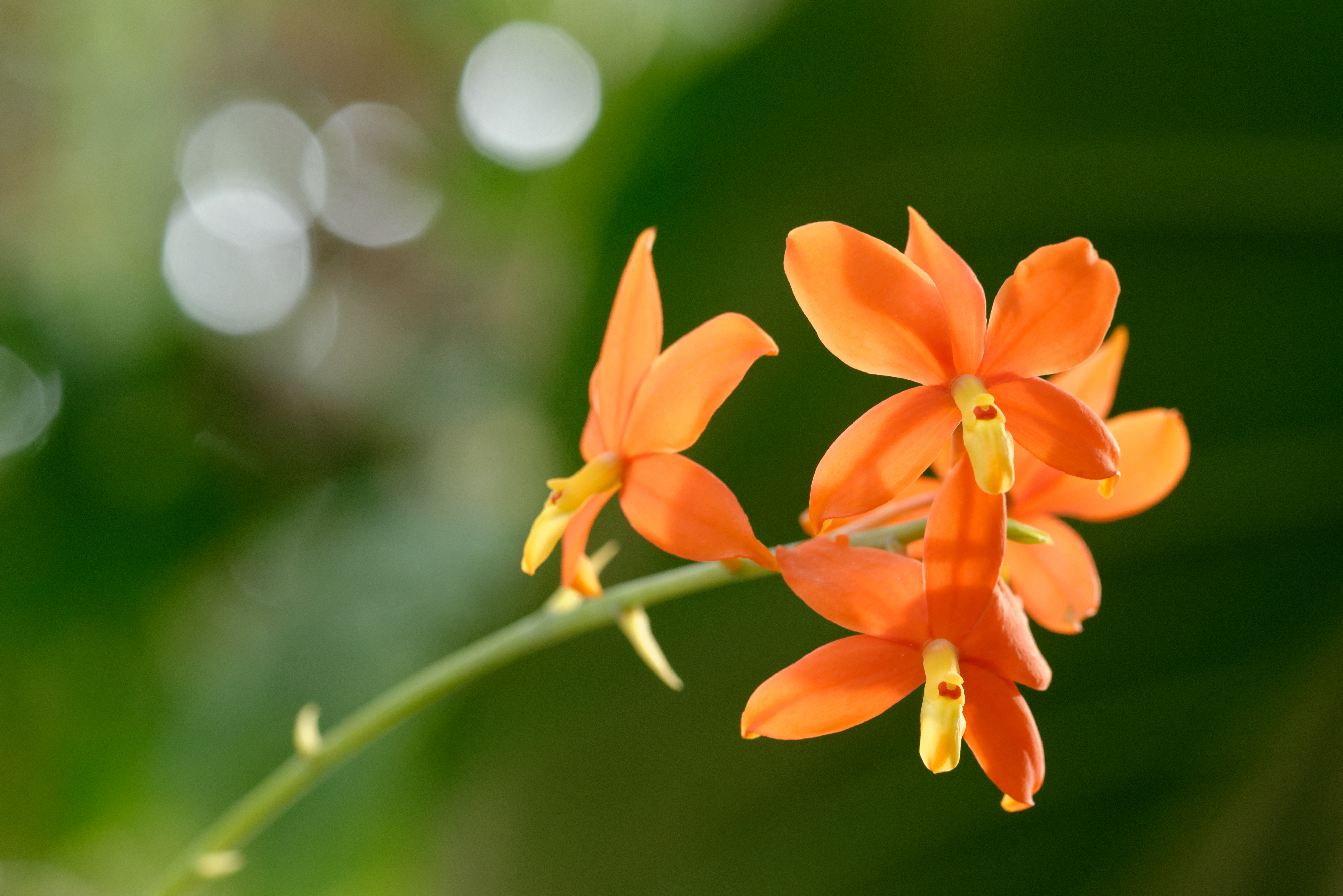

- Tập tin:Prosthechea vitellina (as Epidendrum vitellinum) - Edwards vol 26 (NS 3) pl 35 (1840).jpg